# Futómű (repülőgép)

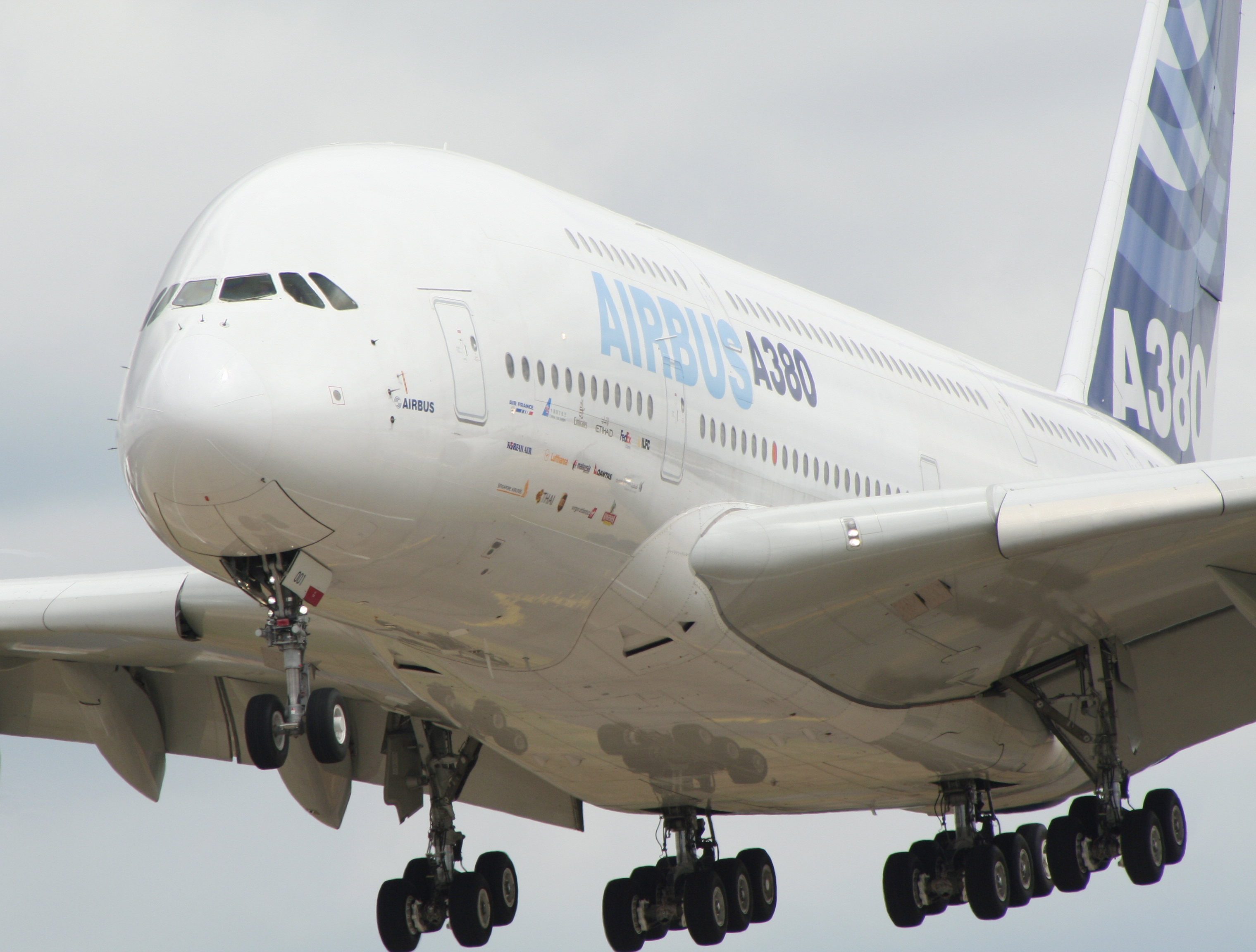
Az Airbus A380 futóműve

Behúzható futómű animáció

A futómű olyan szerkezet, amely a repülőgépet alátámasztja és lehetővé teszi a mozgását a földön, valamint a felszállását és leszállását. Leggyakrabban erre a célra kerekeket használnak, de csúszótalpakat, sítalpakat, úszókat vagy ezek kombinációját és más megoldásokat szintén alkalmaznak attól függően, hogy milyen terepre vagy esetleg vízfelületre tervezik a repülőgép fel- és leszállását.

## Futómű típusok

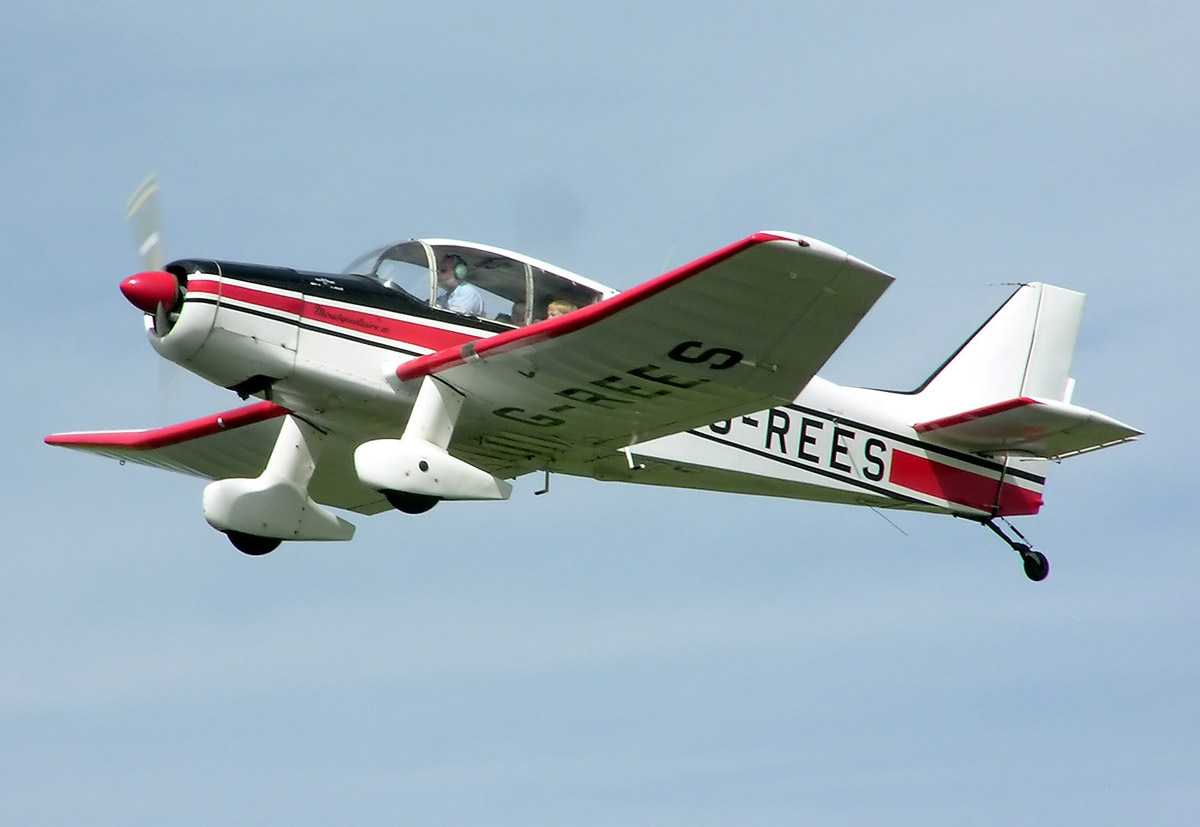
A SAN Jodel D.140 Mousquetaire hagyományos farokfutóval

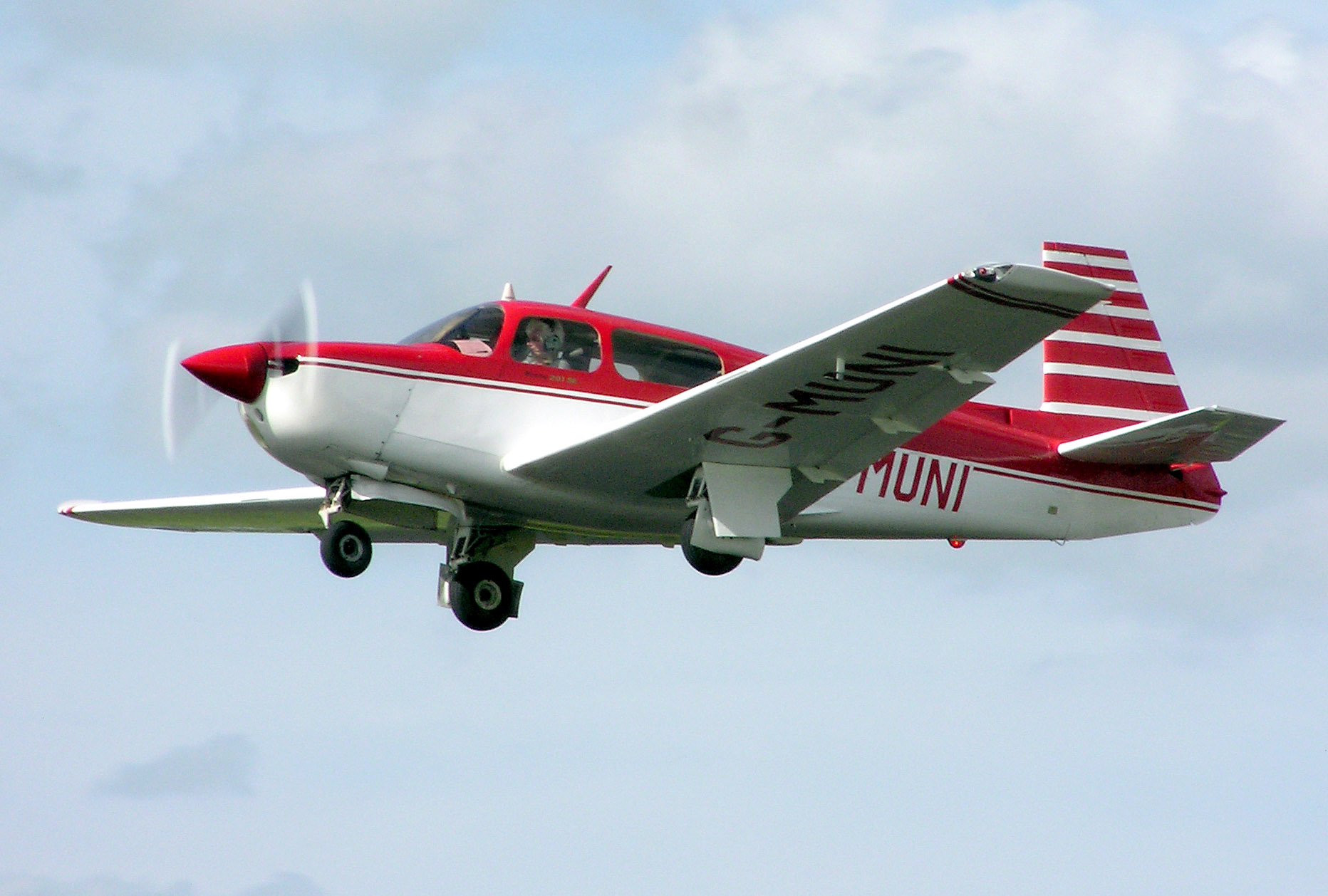
A Mooney M20J orrkerekes futóművel

A kerekes futóművek legtöbbször két alapvető elrendezés szerint készülnek: a hagyományos futómű a repülőgép tömegközéppontja előtt elhelyezett két főfutóból és egy kisebb átmérőjű farokkerékből vagy csúszóból áll. Az orrkerekes futómű a repülőgép orra alá szerelt orrkerékből és a tömegközéppont mögé elhelyezett két főfutóból áll, itt is a szárny alatt elhelyezkedő főfutók kerekei nagyobbak, az orrkerék pedig kisebb. 
A farokcsúszós elrendezés általános volt a korai légcsavaros repülőgépeknél. A legtöbb korszerű repülőgéphez orrkerekes futóművet terveznek. A farokkerekes repülőgépek szerkezete egyszerűbb, de nehezebb velük felszállni és leszállni. Egymotoros gépeknél, melyeknél a húzó légcsavart forgató motor a gép orrába van építve, a földi gurulásnál olyan szögben zárnak be a vízszintes iránnyal, ami a pilóta kilátását erősen akadályozza a haladás irányába. Amikor a gép a felszálláshoz gyorsít, csak egy bizonyos sebesség elérésekor keletkezik olyan nagy felhajtóerő a vízszintes vezérsíkon, hogy a gép farka felemelkedjen. Leszállásnál a gép a főfutókkal érinti a talajt és bizonyos gyakorlatra van szüksége a pilótának, hogy ne túl gyorsan engedje le a farokfutót a földre, ellenkező esetben a szárny megnövekedett állásszöge következtében a gép újból felemelkedik és esetleg több ugrást is végrehajt. A sugárhajtású repülőgépek néhány korai típusánál megkísérelték a tervezők beépíteni a bevált típusok farokkerekes futóműveit, de indításnál a fúvócsőből kiáramló forró gázsugár rongálta a kifutópálya növényzetét vagy a beton felületét, így gyorsan lemondtak róla. Orrkerekes futóművek esetén gyakran alkalmaznak segédfutót vagy csúszót a farok alatt, mely védi a törzs hátsó részét egy túl meredek start vagy leszállás alatt a talajjal történő érintkezéstől. A Concorde például behúzható hátsó segédkereket is kapott, mivel a deltaszárnyú gépek felszállás közben nagy állásszöget igényelnek. Egyes esetekben a hagyományos behúzható futóműves repülőgépeket merev farokkerékkel látnak el, mivel a kisméretű kerék alig növeli a légellenállást.

### Behúzható futómű

Az Airbus A330 főfutója és orrkereke

A légellenállás csökkentése céljából a nagyobb repülőgépek futóművét repülés közben be lehet húzni a törzsbe, a szárnyba vagy a motorgondolába. Régebben egyes esetekben a futómű egyes részei behúzáskor nem tűntek el teljesen, hanem részben kiálltak a törzsből vagy a szárnyból, ilyen repülőgép volt a Douglas DC–3 szállító repülőgép vagy az Iljusin Il–2 csatarepülőgép. 
A legtöbb futómű hidraulikus mozgatású, de ritkábban villamos hajtást is használnak és kivételesen kézi működtetésű behúzható futóművet is készítettek. A harmincas években tervezett Polikarpov I–16 szovjet vadászgép futóművét eredetileg kézzel lehetett behúzni, de kezelése nehéz volt és hajlamos volt a beszorulásra, így hamar átalakították hidraulikus mozgatásra.

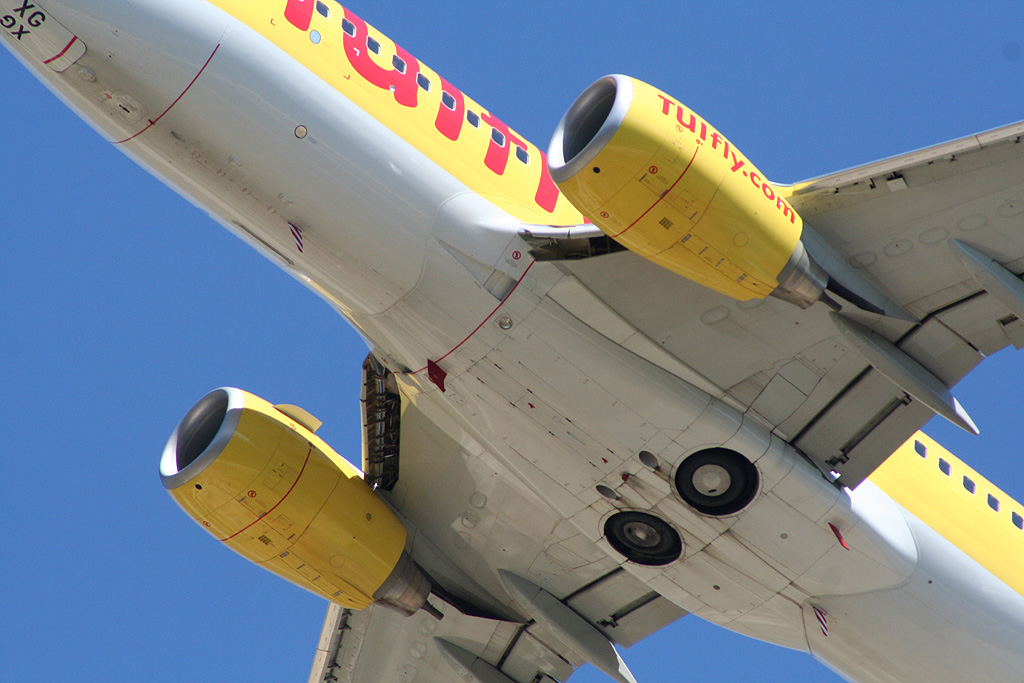
A Boeing 737-700 behúzott futóművel de futómű ablakok nélkül

A behúzható futómű terve először két francia, Alphonse Pénaud és Paul Gauchot 1876-ban készített egyfedelű amfibia repülőgépének rajzain jelent meg. Legalább félig behúzható futómű ténylegesen kivitelezett repülőgépen 1917-ben bukkant fel, de az 1920-as évek vége és az 1930-as évek eleje között terjedt csak el igazán. Grover Loening amerikai mérnök katonai repülőgépei az elsők között használtak rendszeresen a főfutók behúzására szolgáló rendszert, melyet később barátja, Leroy Grumman cége szabadalmaztatott, majd alkalmazott. 
Ettől kezdve a behúzható futóművel épített gépek kisebb légellenállása jelentősen javított a repülési teljesítményükön, annak ellenére, hogy a bonyolultabb szerkezet, nagyobb súly és a kerekek számára lefoglalt belső tér hátrányként jelentkezett. A légellenállás csökkentésének másik módszere a merev futómű áramvonalas burkolattal való ellátása volt, ahol csak a kerék alsó része állt ki a burkolat alól. Leszálláskor a pilótát valamilyen módon biztosítani kell, hogy a futómű ki lett engedve és reteszelve lett, mivel a legtöbb esetben nem látja közvetlenül a futóművet. Ma legtöbbször a műszerfalon található jelzőlámpák felgyulladása jelzi ezt. Sárga fény jelzi, ha a futómű rendben ki lett engedve, a piros fény pedig arra figyelmeztet, hogy valamilyen közbülső helyzetben van vagy nincs reteszelve. A kijelzőket valamilyen formában megismétlik, hogy az egyik rendszer meghibásodása ne vezessen a pilóta téves döntéséhez. Akár hidraulikus, akár villamos működtetésű a futómű, valamilyen más segédhajtást is alkalmaznak, amelyet akkor használnak, ha az elsődleges rendszer meghibásodik. Ez a második rendszer lehet kézzel működtetett mechanikus áttétel vagy kézi szivattyú, esetleg olyan rendszer, mely csak kioldja a futóművet és az saját súlyától kinyílik. Egyes nagy teljesítményű repülőgépek sűrített nitrogénhajtást is alkalmaznak.

### Nagy repülőgépek

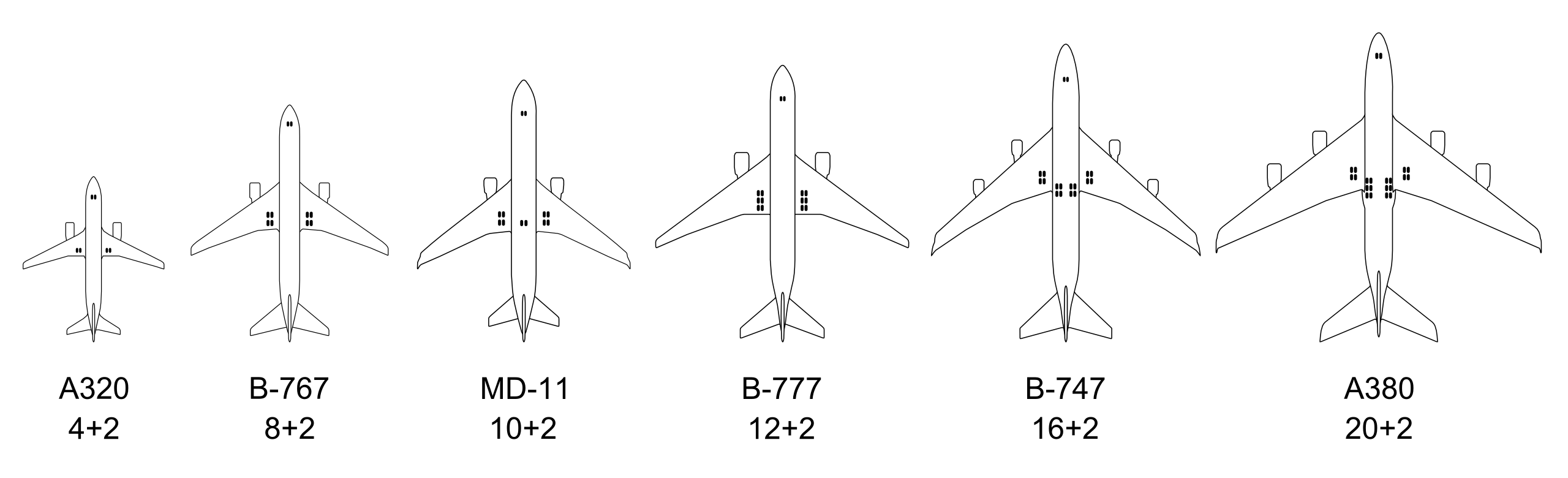
Nagy gépek kerékelrendezése

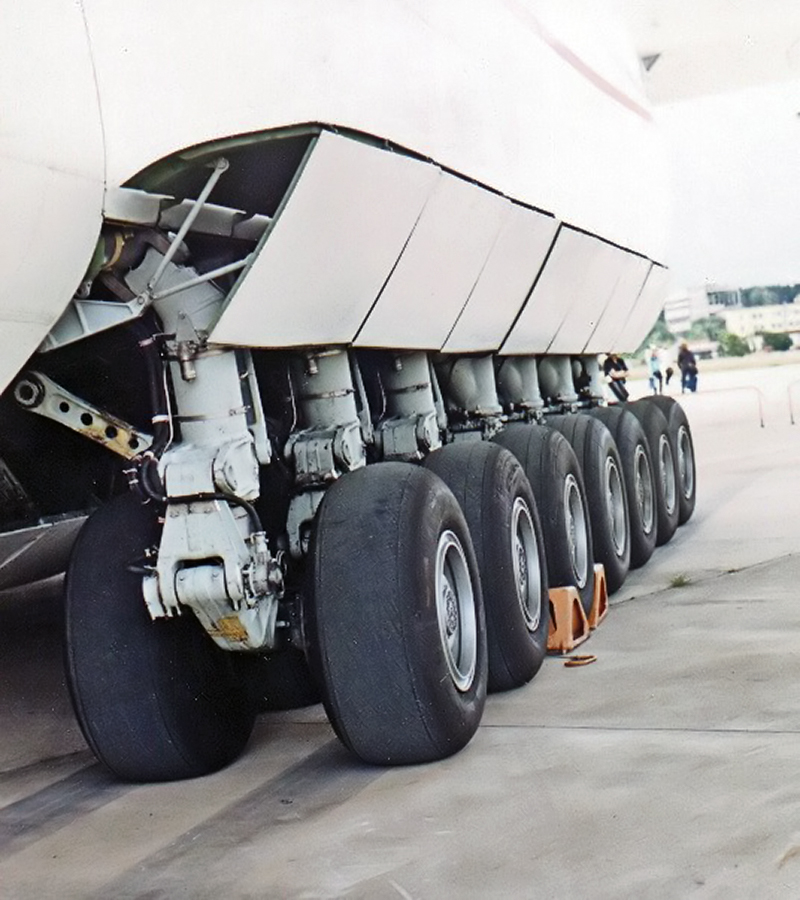
Az Antonov An-225 főfutója

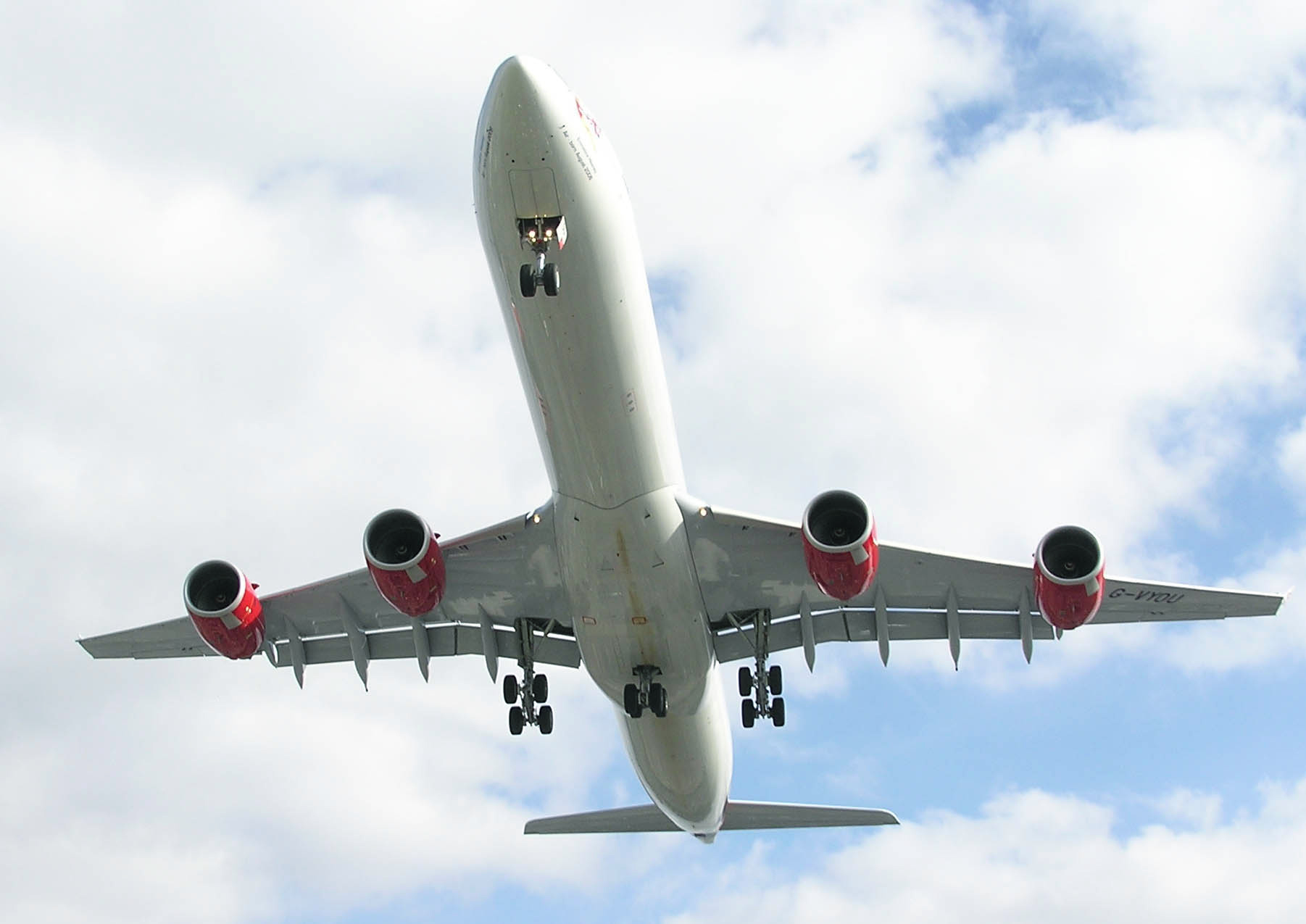
Az Airbus A340-600 hasa alatt is van főfutó a szárnyra szerelt mellett

Ahogy a repülőgépek méretei nőttek, több kereket alkalmaztak a nagyobb súly hordozására. Az első sorozatgyártású óriásgép a Zeppelin-Staaken R.VI 12 tonna súlyú első világháborús német távolsági bombázó 1916-ból, melynek tizennyolc kerékből állt a futóműve. Ebből két kerék az orrban, tizenhat pedig a motorgondolák alatt helyezkedett el. Az Airbus A340-500/-600 gépet négykerekes kiegészítő csoporttal szerelték fel a törzs hossztengelyében hasonlóan a későbbi DC-10 és MD-11 utasszállítógépek duplakerekes futóművéhez. A Boeing 747 gépnek öt kerékcsoportból áll a futóműve: egy orrkerék-csoportból és négy főfutó-csoportból. Ezekből egy-egy a szárnyak alatt, míg másik kettő a törzs alatt, egymás mellett. Összesen tizennyolc kerékkel rendelkezik. Az Airbus A380 mindkét szárny alatt egy-egy négykerekes csoporttal, a törzs alatt pedig két hatkerekes csoporttal gurul. A hatalmas ukrán An–225 sugárhajtású szállítógép rendelkezik az egyik legnagyobbszámú (ha nem a legtöbb) kerékkel: az orrfutóban négy kerék, a főfutóban 28 kerék foglal helyet, vagyis összesen 32 keréken fut. 

### Különleges konstrukciók

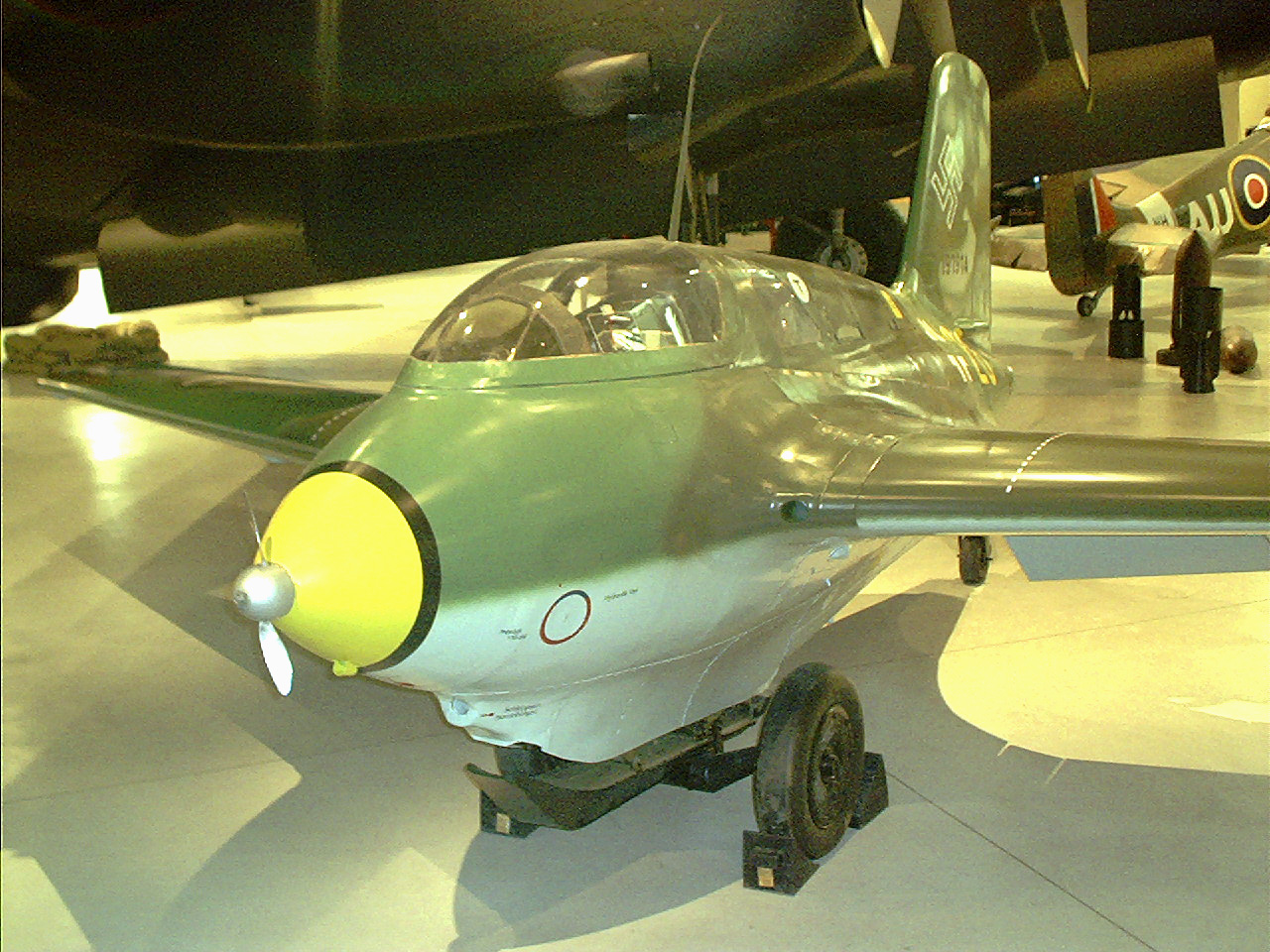
A Me 163B Komet a kétkerekes felszálló kocsijával

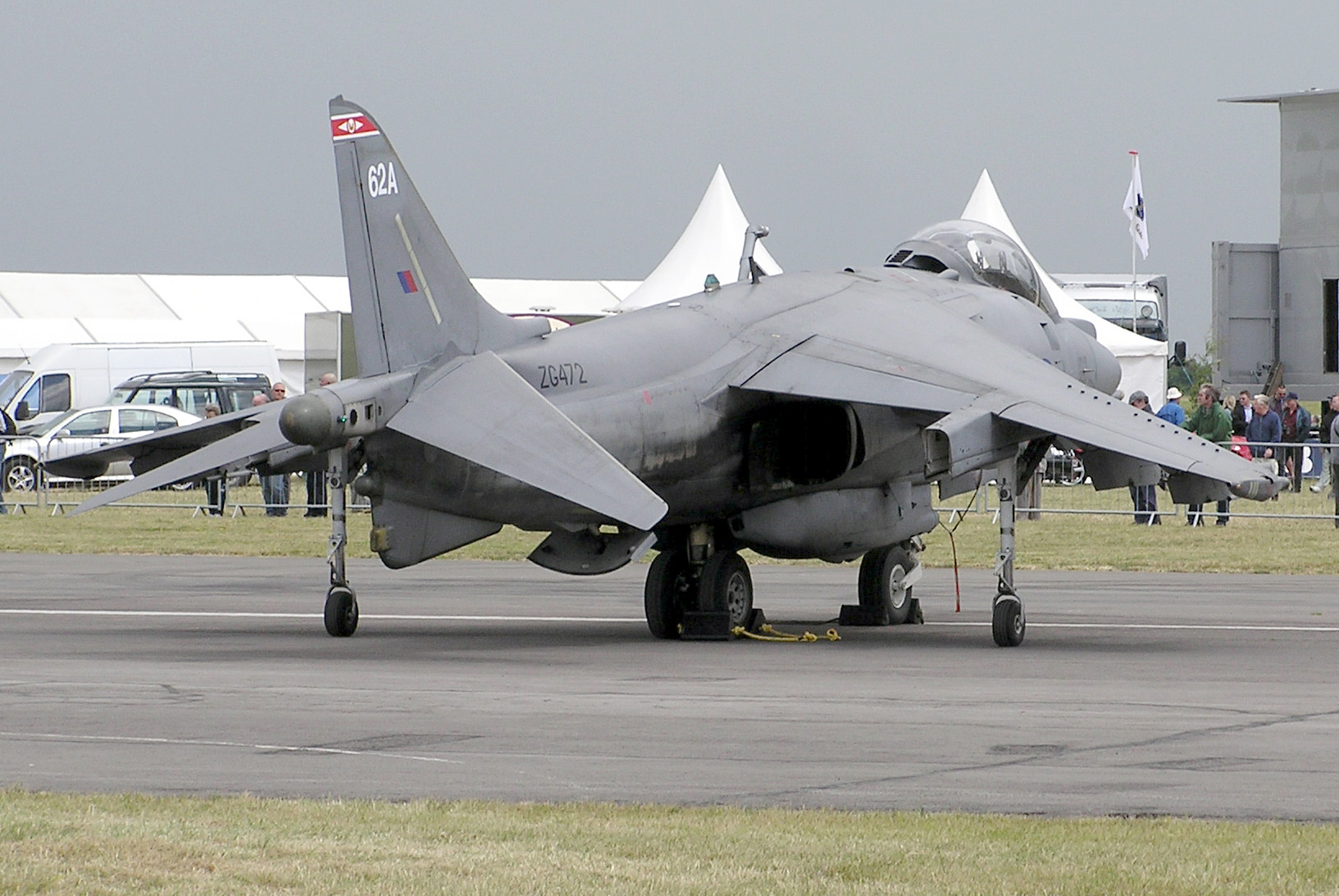
Hawker Siddeley Harrier GR7 (ZG472). A két főfutó egymás mögött a törzs alatt, a szárnyvégeken két segédfutó

Egyes esetekben a repülőgépek csak a felszálláshoz használnak kereket és ezeket ledobják vagy nem is viszik magukkal. Ez a megoldás egyszerűbbé és könnyebbé teszi a konstrukciót, helyet és tömeget takarít meg. A leszálláshoz általában csúszókat használnak. Az ilyen futóműre példa a Messerschmitt Me 163 rakétahajtású vadászgép a második világháború idejéből, a Me 321 Gigant katonai vitorlázógép és az Arado Ar 234 sugárhajtású felderítő-bombázó első nyolc prototípusa. A második világháborús német repülőgépeken alkalmazott felszálló kocsi és a leszálló csúszótalpak legfőbb hátránya az volt, hogy a landolás a rossz minőségű katonai repülőtereken gyakran a gépek megrongálódását okozta és a pilóta nem volt képes a földön kis sebességgel a megfelelő fedett helyre irányítani a repülőgépet, így az elvontatásukig ellenséges vadászgépek támadásainak voltak kitéve. Hasonló megoldást használtak a U–2 felderítő repülőgépen, ahol a szárnyvégi segédfutókat a gép felszálláskor ledobja, leszálláskor pedig a szárnyvégekre szerelt titán csúszótalpakra érkezik.
Egyes második világháborús repülőgépek főfutóit behúzás közben el is fordítják 90°-kal, hogy gazdaságosabb helykihasználást érjenek el a kerék elhelyezésére a szárnyban vagy a törzsben. Ilyen megoldásra példa a Curtiss P-40, Vought F4U Corsair, Grumman F6F Hellcat, Me 210 és a Ju 88. Az Aero Commander cég kétmotoros üzleti gépcsaládja szintén ezt a konstrukciót használja a főfutóinál: hátrafelé húzhatók be a motorgondolákba. A He 219 hátrafelé és a Cessna Skymaster előrefelé behúzható orrkereke hasonlóképpen 90°-kal elfordul behúzás közben.

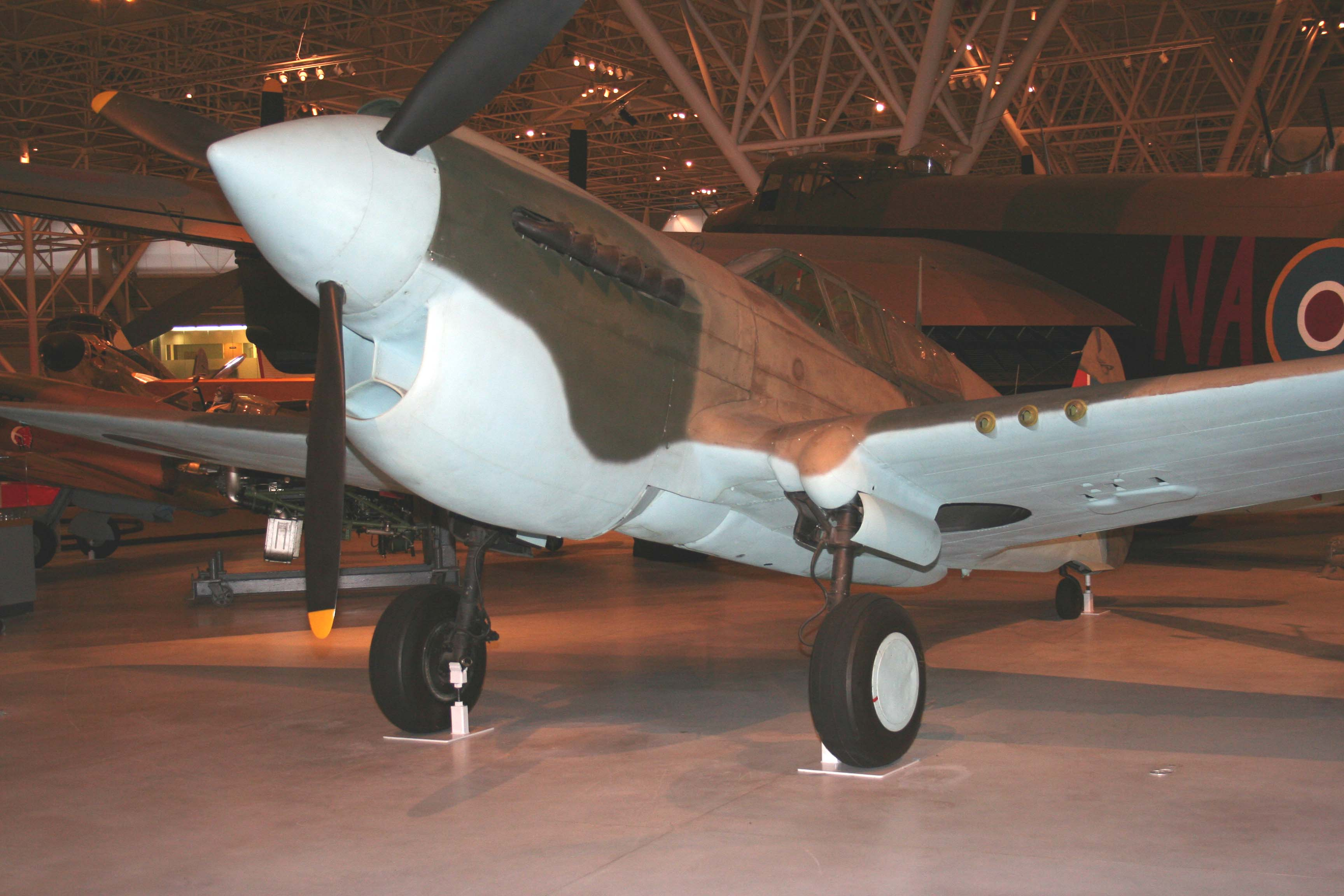
A Curtiss P–40 múzeumi példánya, látható az elfordítható főfutó helye a szárnyban

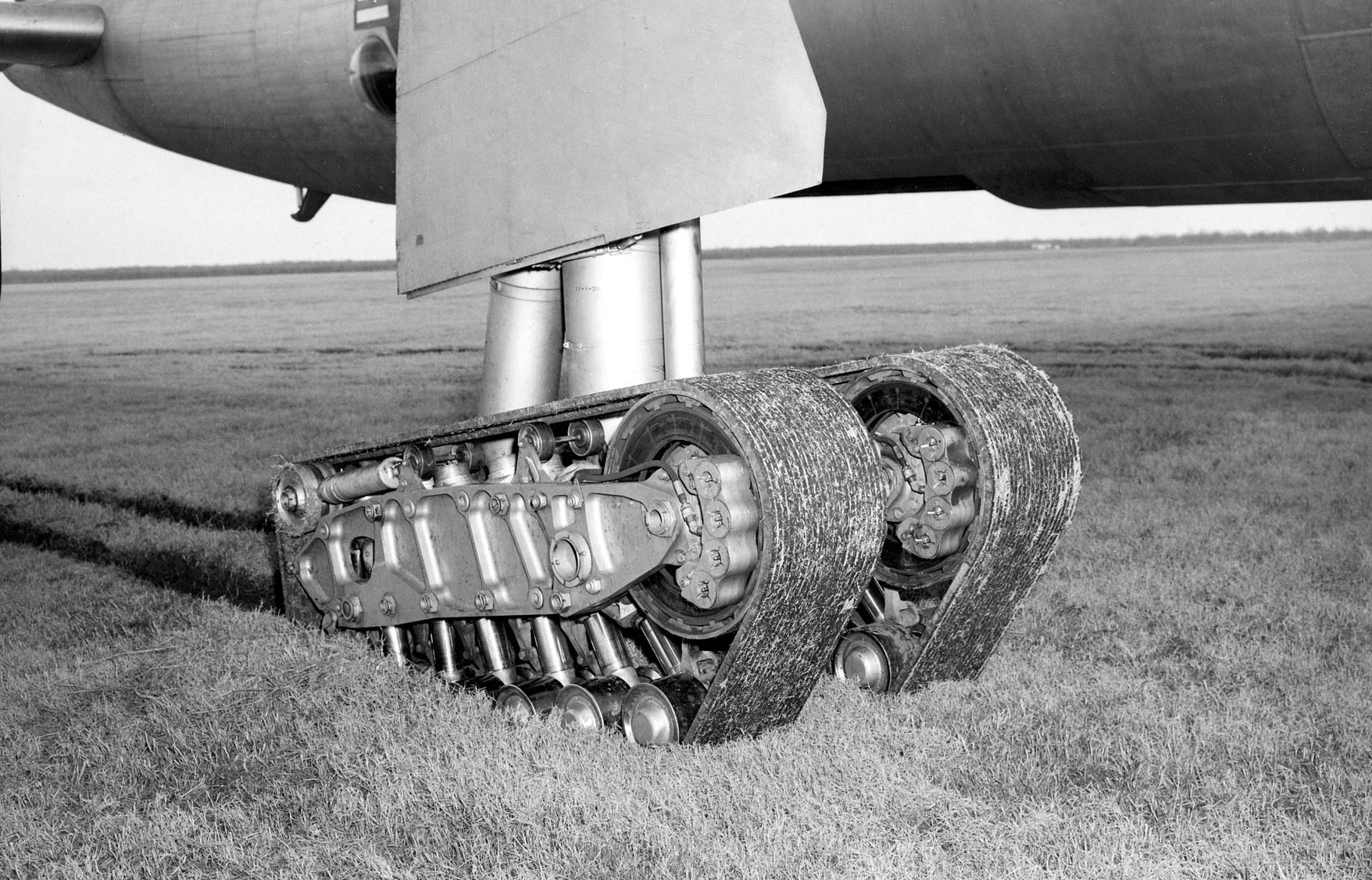
Kísérleti hernyótalpas futómű a B-36 Peacemaker bombázón

A legtöbb dugattyús motoros vadászgép farokkerekes futóművénél, melyeknél a főfutó oldalra volt behúzható, a főfutók kerekei kiengedett állapotban kissé előrefelé álltak, mivel a gép tömegközéppontja körülbelül a szárnyszelvény első egyharmadában volt, a stabil helyzethez szükséges volt, hogy a tömegközéppont függőleges vetülete a három kerék alkotta háromszög területére essen. Ez a körülmény a behúzó mechanizmust kissé bonyolította, mert a futóműszár behúzáskori elfordulási tengelye szöget kellett bezárjon a gép tengelyével, hogy a kerekek kissé hátrafelé jussanak a szárnyban vagy a törzsben számukra kialakított üregbe. Ebben a tekintetben kivételt képezett a japán Zero vadászgép, ahol a beforgatás síkja merőleges volt a gép tengelyére. 
A Hawker Siddeley Harrier futóműve nem szokásos konstrukció: a két főfutó egymás mögött helyezkedik el a törzs alatt úgynevezett tandem elrendezésben, a kisebb kerekekkel rendelkező segédfutók pedig a szárnyak alatt találhatók. A későbbi Harriereknél a segédfutókat a szárnyvégek alatt helyezték el, hogy helyet biztosítsanak a szárny alá függesztett fegyverzetnek.
Az 1950-es években divatja volt a többszörös tandem elrendezésű főfutóknak (vagyis ahol a törzs alatt hosszában több futó helyezkedett el). Az első ilyen gép a Martin XB-51 volt, majd követte az U–2, a Mjasziscsev M–4, a Jak–28 és a B–47 Stratojet. Ez az elrendezés lehetőséget ad nagyméretű bombatér kialakítására a futóművek között. A tandem elrendezés egy változatát alkalmazták a B–52 Stratofortress nehézbombázón is, melyre négy főfutó csoportot (kettőt elöl, kettőt hátul) a törzs alatt és a szárnyvégeken egy-egy segédfutót helyeztek el. A B–52 futóműve amiatt is különleges, hogy a mind a négy pár főfutó kereket kormányozni lehet. Ez lehetővé teszi azt, hogy míg a futók a betonpálya irányába vezetik a repülőgépet leszállás közben, a törzset szembe lehet fordítani a tényleges széliránnyal, így ez a technika az oldalszélben való leszállást lényegesen megkönnyíti.

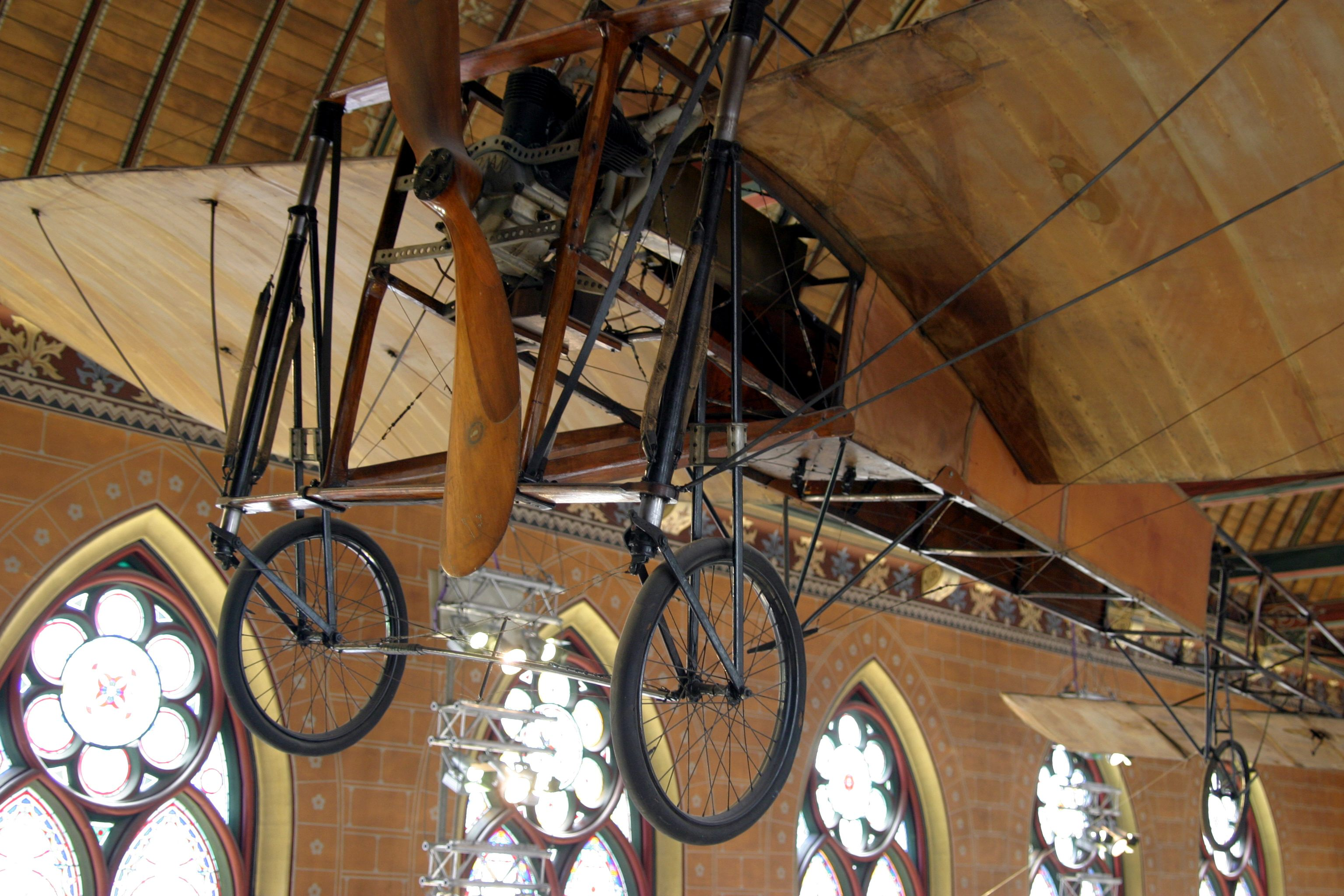
A Blériot XI futóműve

Egy nagyon korai futóműrendszer, mely passzív módon lehetővé tette, hogy a gép megfelelő szögbe álljon oldalszél melletti leszálláskor, az 1908-ban megépült Bleriot VIII repülőgépnél jelent meg először. Ugyanezt a rendszert használta a sokkal híresebb Bleriot XI, mellyel 1909-ben először sikerült átrepülni a La Manche csatornát. Ennél a megoldásnál a főfutó lengéscsillapítását egy függőleges csőben csúszó rúd végezte, melyet gumikötél tartott. Ez az összeállítás amellett, hogy biztosította leszállás során fellépő lökések csillapítását, lehetővé tette a főfutó függőleges tengely körüli kismértékű elfordulását is, ami megkönnyítette a leszállást oldalszélben.

### Könnyű repülőgépek
Az első repülőgépek könnyű repülőgépek voltak, tervezőik az aerodinamikai kialakításon kívül a lehető legkönnyebb és ugyanakkor erős szerkezetre törekedtek. Akkoriban a legfejlettebb könnyű gépek a kerékpárok voltak, nem véletlen, hogy a Wright fivérek is kerékpárral foglalkoztak. Az első repülőgépek majdnem változtatás nélkül átvették a kerékpárok erős és könnyű drótküllős kerekeit felfújható gumiabroncsokkal. A mai kis repülőgépek rétegelt, általában kőrisfából ragasztott szerkezetűek, melyeket házilag is könnyen elő lehet állítani, de rugóacélból is készülnek kerekek. Ezek legfőbb előnye, hogy külön rugózásra nincs szükség. A németek a két világháború között olyan főfutó szárakat használtak, melyekbe tányérrugó oszlopok voltak építve. A tányérrugók terhelés alatt nemcsak rugalmasan deformálódnak, hanem egymáson el is csúsznak, így a súrlódás felemészti a futóművet érő lökés energiáját.

## Kormányzás

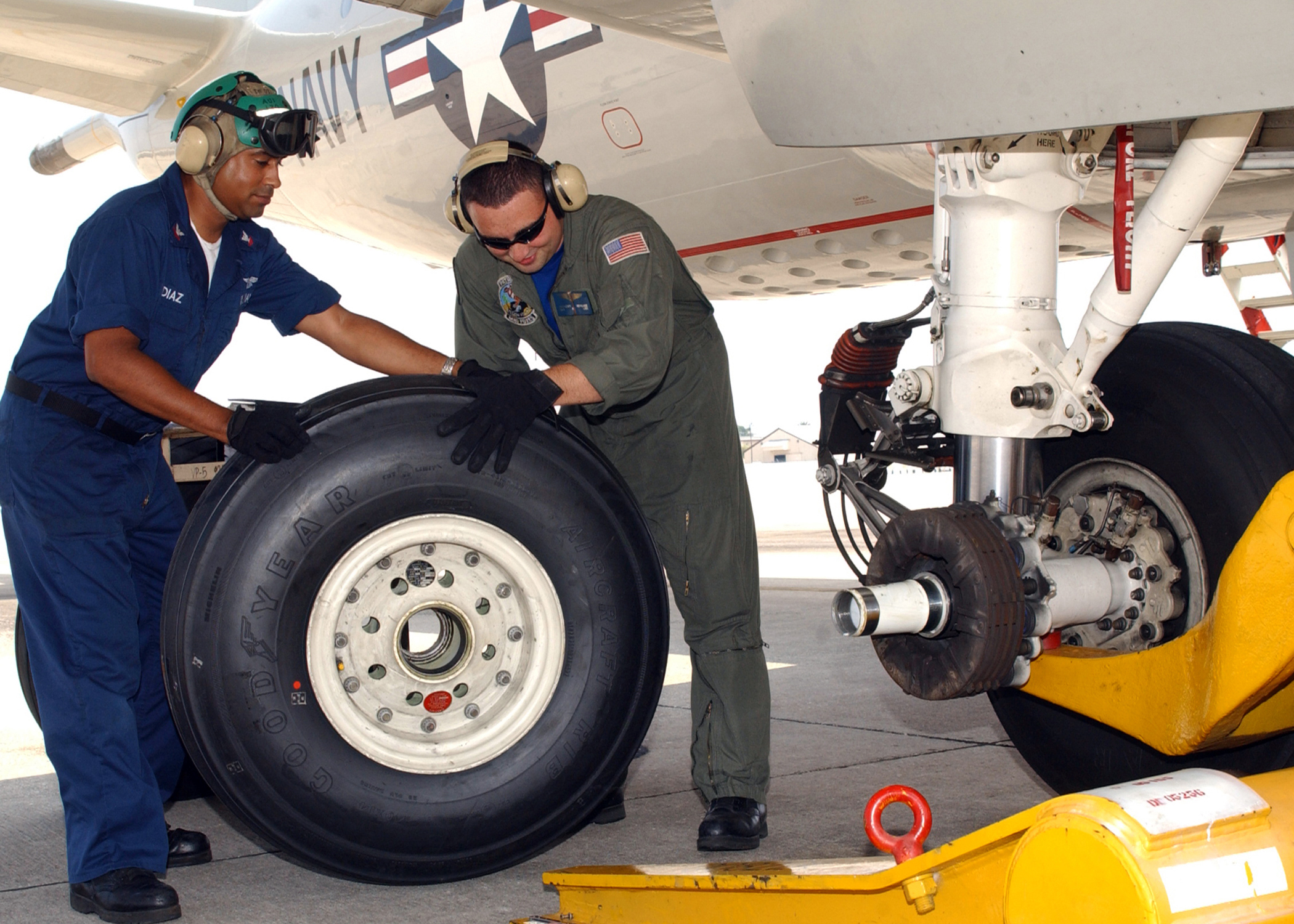
Két szerelő kerékabroncsot cserél egy P-3C Orion gépen

A repülőgép mozgását a földön többféleképpen lehet megoldani. Legegyszerűbb esetben az aerodinamikai kormányfelülettel lehet kormányozni, melynek hatásossága a légcsavarszél sebességétől függ. Egyszerű esetben a függőleges tengely körül szabadon elforduló farokkerék követi a kormánymozdulatot, de lehetséges a kormányfelület és a farokkerék elfordulásának kapcsolása is. Másik lehetőség a két főfutó különböző fékezése: a lánctalpas járműveknél széles körben alkalmazott módszer szerint, amelyik kerék jobban fékezett, abba az irányba fordul el a gép. Ehhez az szükséges, hogy a két főfutó egymástól függetlenül legyen fékezhető. Az orrkerekes futóműveknél az orrkerék és a függőleges vezérsík oldalkormánya valamilyen kényszerkapcsolatban van egymással, esetleg az eltérő fékezés alkalmazása esetén az orrkerék szabadon beáll. Egyes estekben a pilótának kormányzáskor az oldalkormány mozgatására szolgáló pedált kell használnia, más gépeken a botkormányt vagy szervkormányt kell használni. Vannak repülőgépek, melyeknél a földi irányváltoztatásra külön kormányzó eszköz szolgál, mellyel csak a földi gurulás közben irányítható a repülőgép.

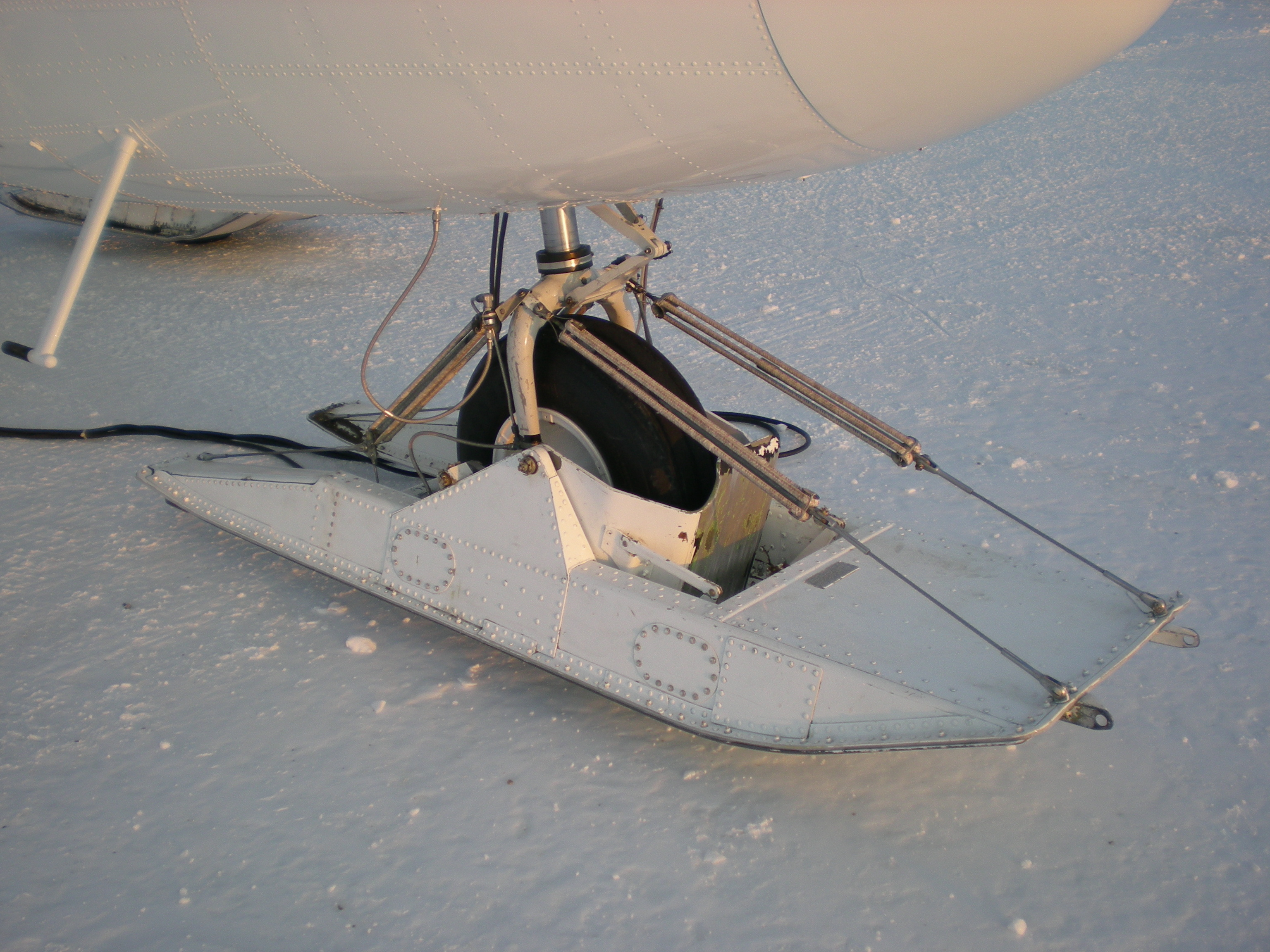
Futóműre szerelt sítalp

## Felépítésük
Tulajdonképpen a repülőgép futóművel szemben ugyanolyan elvárások vannak, mint egy bármilyen más, nem kötött pályás földi járművel, csak a fellépő erőhatások és sebességek nagyobbak. A futóműnek ki kell bírnia az esetleg kemény leszállás közben fellépő ütközést. Ehhez a rugózását megfelelően lágyra kell tervezni, hogy az ütközés energiáját minél hosszabb úton tudja átvenni és így a fellépő erő minél kisebb legyen. Ezt az energiát később fel kell emészteni, hogy ne ugráljon a földet érés után a gép, hanem hozzá tapadjon a kifutópályához. Erre lengéscsillapítót építenek be a futómű szárába. A lengéscsillapítóra azért is szükség van, hogy biztosítsa a kerék talajra nehezedő erejének minél egyenletesebb időbeli lefutását a fékezés megfelelő hatékonysága érdekében. 
A kerekek a gépjárművekhez hasonlóan gumiabroncsokkal rendelkeznek. A füves repülőterekre szánt repülőgépek abroncsa szélesebb és kisebb nyomásra fújják. A korszerű nagy sebességű gépek leszállási sebessége is elég nagy, ezért, hogy az abroncsok károsodását elkerüljék a földet éréskor, a kerekeket még a levegőben felpörgetik arra a fordulatszámra, amivel a földön gurulnának. A talaj érintése után a kerekeket erősen fékezni kell, de a legtöbb esetben a repülőgép mozgási energiáját nem csak a kerékfékeknek kell felemészteni, hanem aerodinamikai fékeket is használnak és a hajtóművet is fékező állásba lehet állítani.

## Fordítás
- Ez a szócikk részben vagy egészben  a   Landing gear című angol Wikipédia-szócikk ezen változatának fordításán alapul.  Az eredeti cikk szerkesztőit annak laptörténete sorolja fel. Ez a jelzés csupán a megfogalmazás eredetét és a szerzői jogokat jelzi, nem szolgál a cikkben szereplő információk forrásmegjelöléseként.

## Külső hivatkozások
- Alphonse Pénaud website
- FAA Website